# Etsuko Sugimoto
Etsuko Sugimoto (1874 - 20 juni 1950), ook bekend als Etsu Inagaki Sugimoto, was een Japans-Amerikaans schrijfster. Geboren in Nagaoka, ervoer ze de neergang van haar familie na de ineenstorting van het feodale systeem. Oorspronkelijk bestemd om priesteres te worden, werd ze door een gearrangeerd huwelijk gekoppeld aan een Japanse koopman in Cincinnati. Na haar verhuizing naar de Verenigde Staten in 1898, waar ze moeder werd van twee dochters, keerde ze na de dood van haar man terug naar Japan. Later keerde ze terug naar de Verenigde Staten zodat haar dochters hun opleiding konden voltooien. Daar wijdde ze zich aan literatuur, doceerde ze Japans aan de Columbia-universiteit en schreef ze voor kranten en tijdschriften. Sugimoto overleed in 1950.